# Paris Games Week
La Paris Games Week (abrégé PGW) est un salon annuel consacré aux jeux vidéo, créé en 2008 mais dont la première édition s'est déroulée du 27 au 31 octobre 2010, organisé par le Syndicat des éditeurs de logiciels de loisirs (SELL). La décision de créer ce salon a été prise par ce dernier, voyant que le salon majeur du jeu vidéo en France, le Festival du jeu vidéo, malgré son succès, ne correspondait pas à ses attentes.
Avec 317 000 visiteurs pour l'édition de 2019, le salon est désormais membre du Top 5 mondial des salons de jeux vidéo, devant l'E3 aux États-Unis (68 400 visiteurs en 2017) et le Tokyo Game Show au Japon (271 000 visiteurs en 2016), mais derrière la gamescom en Allemagne (345 000 visiteurs en 2015) et le Taipei Game Show à Taïwan (430 000 visiteurs en 2015).

## Historique
Avant la création de la Paris Games Week, il existait deux grands salons annuels d'exposition en France consacrés au jeu vidéo : le Micromania Game Show (MGS), créé en 2002 par le revendeur spécialisé français Micromania, et le Festival du jeu vidéo (FJELD), créé en 2006 par la société d'événementiel française Games Fed. Ces deux salons avaient le même objectif, se déroulaient tous deux en Île-de-France, et étaient organisés durant l'automne. Cependant, ces salons, malgré leur fréquentation en hausse au fil des ans, n'arrivaient pas à réunir suffisamment d'exclusivités et de jeux pourtant jouables à d'autres salons d'envergure mondiale, comme l'Electronic Entertainment Expo (E3) ou le Tokyo Game Show (TGS).
En 2009, le Syndicat des éditeurs de logiciels de loisirs (SELL) entreprend un partenariat avec le Festival du jeu vidéo, lui apportant ainsi de nombreuses exclusivités sur le salon, et permet au salon d'atteindre une fréquentation record. Mais en mars 2010, malgré le succès du FJV, le SELL décide de faire cavalier seul et d'organiser son propre salon du jeu vidéo. Cette décision est assez similaire à celle qu'a connue la Games Convention allemande en 2009, lorsque le syndicat des éditeurs allemand décida d'organiser son propre salon, la gamescom, en même temps que la Games Convention, et en emmenant tous les grands éditeurs du jeu vidéo dans ce nouveau salon, d'une plus grande envergure. La Games Convention est sauvée par un changement radical d'orientation, se consacrant désormais aux jeux en ligne. La gamescom, quant à elle, devient le salon du jeu vidéo le plus fréquenté au monde, avec plus de 250 000 visiteurs chaque année.
Le nouveau salon du SELL prend officiellement le nom anglophone de Paris Games Week le 10 juin 2010, et son but est clair : devenir le salon de référence du jeu vidéo en France. Pour ce faire, la stratégie est la même que celle de la gamescom : organiser le salon en même temps que le Micromania Game Show, et amener tous les grands éditeurs (comme Electronic Arts, Activision, Ubisoft…) pour ne rien laisser au Festival du jeu vidéo. La stratégie, très agressive s'avère payante, à grand renfort de marketing : le MGS 2010 ne se déroule que sur un seul jour, en empruntant les infrastructures du Paris Games Week après sa fin, et le FJV, malgré un nombre supérieur d'entrées par rapport à l'année précédente, déçoit bon nombre de visiteurs, persuadés qu'ils pourraient jouer aux dernières nouveautés de l'industrie du jeu vidéo, comme c'était le cas l'année précédente. La voie est toute tracée pour la Paris Games Week, qui, en étant axée sur le grand public (et en invitant des personnalités renommées comme Sébastien Loeb), réussit son lancement, avec 56 587 visiteurs.
L'année suivante, en 2011, la Paris Games Week réussit son pari de devenir le salon de référence du jeu vidéo en France : le Festival du jeu vidéo est « absorbé » par la PGW, avec l'inclusion d'un espace consacré à la création française, et le Micromania Game Show disparaît, pour être remplacé par un concept nouveau, le Micromania Games Tour. La PGW, quant à elle, s'agrandit et multiplie ses partenariats, en incluant la finale du FISE et de la Coupe du monde des jeux vidéo tout en conservant son orientation basée sur l'exposition de jeux vidéo récents et futurs. Depuis, la Paris Games Week ne cesse de croître en importance, devenant le deuxième salon du jeu vidéo en Europe derrière la Gamescom, et devant d'autres salons européens comme la Milan Games Week en Italie, la Madrid Games Week en Espagne, ou l'EGX au Royaume-Uni.

### Logo

Logo en 2010.
Logo de 2011 à 2015.
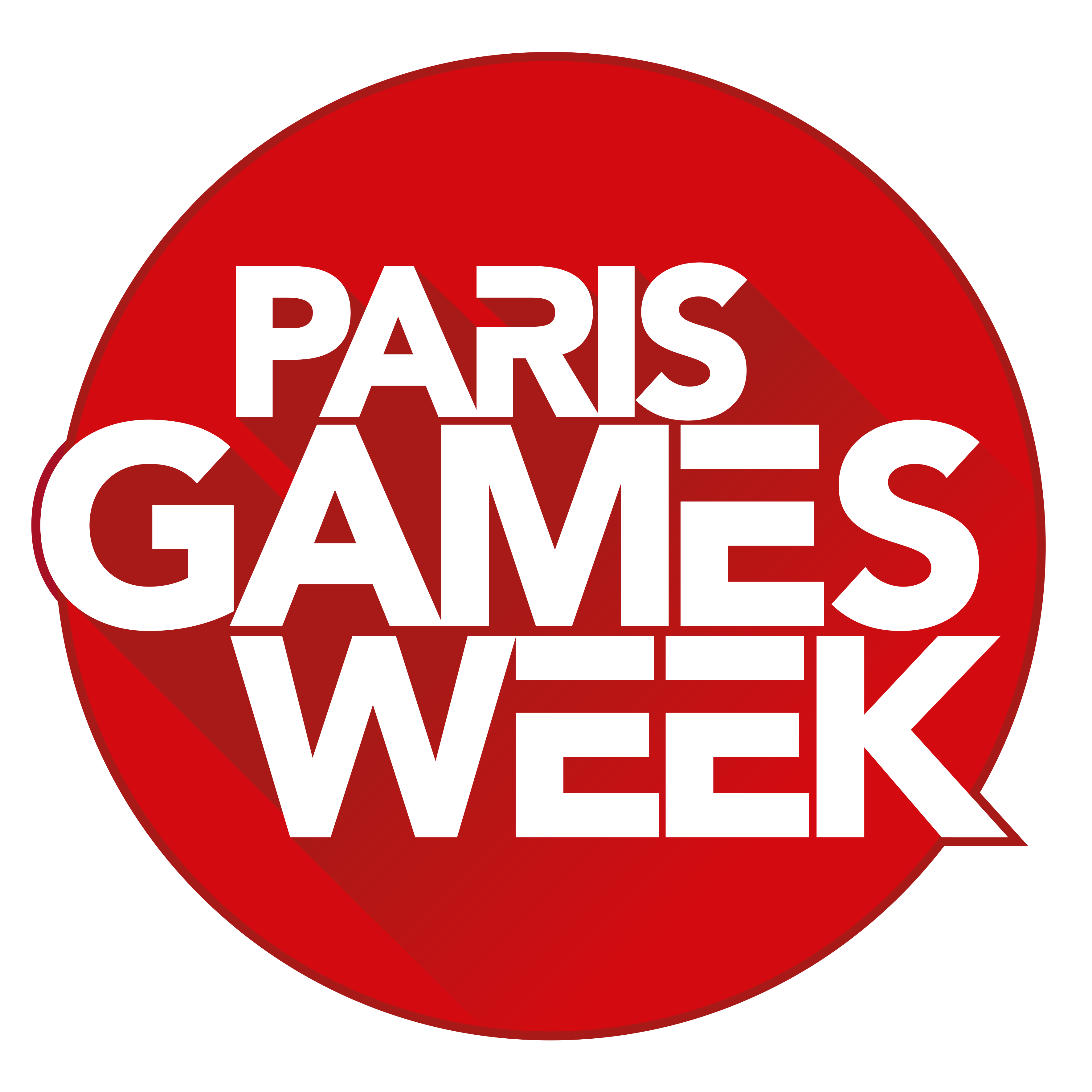
Logo de 2016 à 2017.
Logo en 2018.
Logo de la 10e édition, en 2019.

## Éditions

### 2010
Pour sa première édition entre le 27 et 31 octobre, la Paris Games Week s'installe dans le hall 1 du parc des expositions de la porte de Versailles à Paris. Il offre 14 000 m2 d'exposition pendant cinq jours, et réunit 56 587 visiteurs durant cette première édition. Tous les grands éditeurs et constructeurs sont présents à la PGW et présentent leurs derniers titres.
Le président de Polyphony Digital et développeur de Gran Turismo, Kazunori Yamauchi ainsi que le créateur du PlayStation Move (et de la PlayStation Eye), Richard Marks sont présents à l'événement.
Il est également possible de jouer à certains jeux avec des humoristes, acteurs, et musiciens français tels Omar et Fred, Ramzy, Lorànt Deutsch, ou Amel Bent. Sébastien Loeb, récent septuple vainqueur de rallye WRC, vient promouvoir Gran Turismo 5.

### 2011

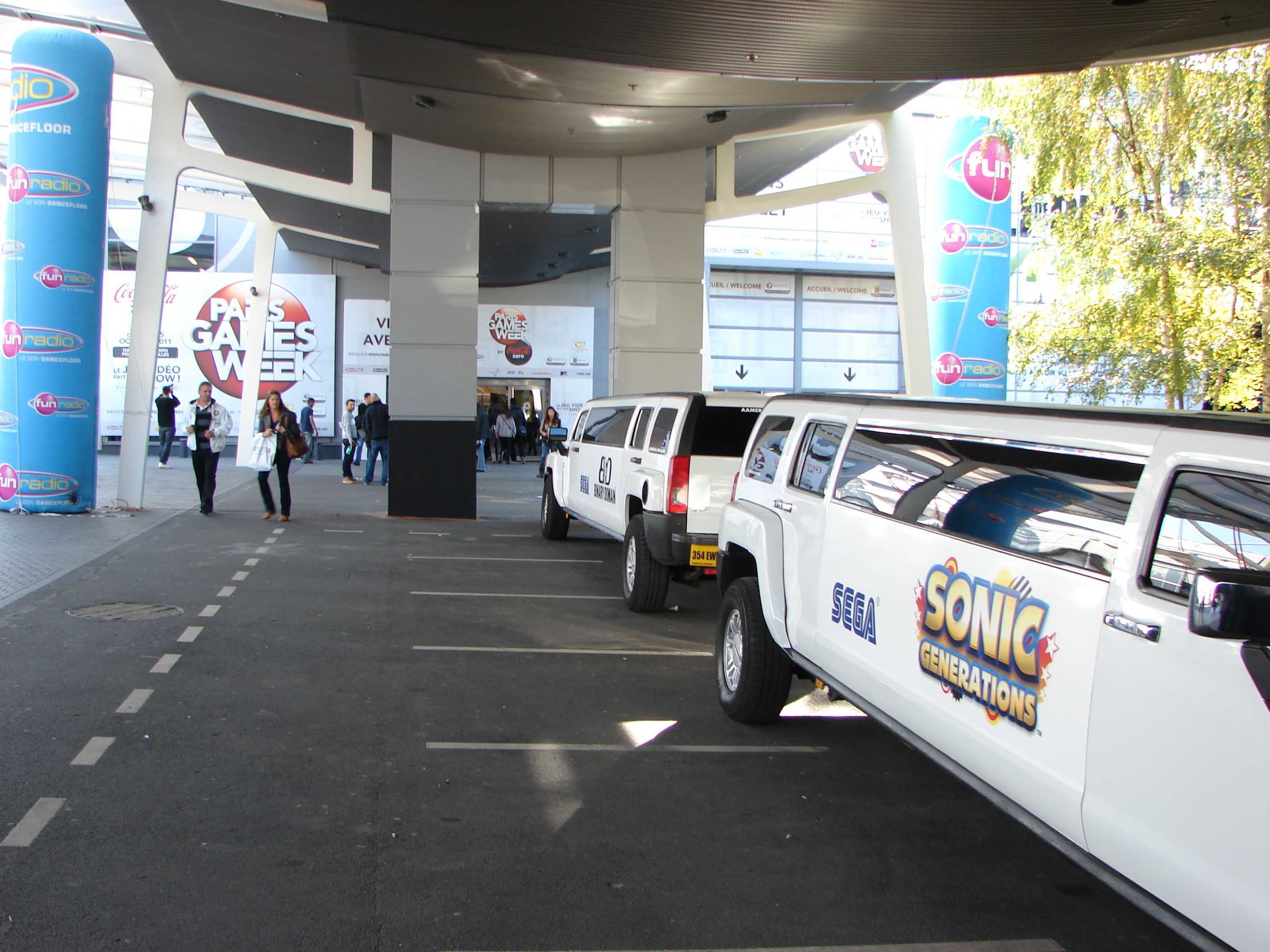
Entrée du salon en 2011.

La deuxième édition de la Paris Games Week se déroule du 21 au 25 octobre 2011, toujours au parc des expositions de la Porte de Versailles, mais cette fois-ci dans le Hall 3. Offrant 22 000 m2 d'exposition, soit 60 % de surface en plus par rapport à l'année précédente, le salon accueille en plus des nombreux éditeurs venus présenter leurs derniers jeux, la finale du FISE et la finale mondiale de l'ESWC pour certains jeux type Just Dance ou Fifa.

### 2012
La troisième édition du salon se déroule du 31 octobre au 4 novembre 2012, toujours au parc des expositions de la Porte de Versailles. Elle accueille, sur près de 30 000 m2 d'exposition, les plus grands éditeurs du jeu vidéo, et de nouveau la finale mondiale de l'ESWC pour certains jeux type Just Dance ou Fifa .

### 2013
La quatrième édition prend place du 30 octobre au 3 novembre 2013. Toujours sur une durée de cinq jours, le salon confirme son succès par un nouveau record du nombre de ses visiteurs : l'édition de 2013 accueille ainsi 245 000 visiteurs sur l'ensemble de la période. Cette fois sur un espace de 32 000 m2, le salon a de nouveau accueilli les principaux éditeurs ainsi que la finale mondiale de l'ESWC. Le salon, pour la première fois en partenariat avec Capital Games, ouvre ses portes aux studios indépendants en créant un « Espace Jeux Made in France »
Cette édition est marquée par une émeute avec blessés et dommages, du fait de la distribution de 500 packs collectors de Call of Duty: Ghosts.

### 2014
La cinquième édition ouvre ses portes le mercredi 29 octobre 2014 pour 5 jours à la Porte de Versailles. La taille du salon est passée de 32 000 m2 à 50 000 m2 et celui-ci s'étend sur 4 halls de la Porte de Versailles (3, 2.2, 2.3 et 7.1). Il y a sur le salon les plus grands éditeurs et constructeurs du secteur, ainsi qu'à nouveau la finale mondiale de l'Electronic Sports World Cup (ESWC 2014) pour certains jeux type Just Dance 2015 ou FIFA 14. Pour la première fois, la Paris Games Week s'associe avec la Game Connection (en) afin de créer un événement global du jeu vidéo en France regroupant professionnels et particuliers. Capital Games, le cluster Francilien du Jeu vidéo, organise à nouveau en 2014 un espace « Jeux Made in France » dans lequel les studios indépendants français peuvent exposer et présenter leurs créations. Depuis 2014, la Paris Games Week est partenaire de l'association RespectZone et prône ainsi le respect en ligne.

### 2015
Les dates de la sixième édition sont annoncées le 10 février 2015 : elle a lieu du mercredi 28 octobre au 1er novembre 2015 aux pavillons 1 et 2.1 du parc des expositions de la porte de Versailles. Cette 6e édition offre une surface de plus de 60 000 m2, soit 10 000 m2 rajoutés par rapport à la 5e édition (2014).
Pour la première fois dans son histoire, la Paris Games Week est le théâtre d'une conférence de constructeur, Sony présentant sa conférence à Paris le 27 octobre, soit la veille de l'ouverture du salon au public et en compagnie de l’invité Mike de son pseudonyme « Roustiflare » joueur de world of warcraft .

### 2016
Les dates de la septième édition sont annoncées le 9 février 2016 sur Twitter : la Paris Games Week 2016 a lieu du jeudi 27 octobre au lundi 31 octobre 2016 aux pavillons 1, 2.2 et 3 du parc des expositions de la porte de Versailles avec 30 % de surface en plus par rapport à l'édition 2015, soit 80 000 m2. Pour cette édition 2016, les horaires changent, le salon ouvre à 8 h 30 et ferme à 18 h 30 (lundi fermeture à 18 h).

### 2017
Les dates de la huitième édition sont annoncées le 2 février 2017 : la Paris Games Week 2017 a lieu du mercredi 1er novembre au dimanche 5 novembre 2017 aux pavillons 1, 2.1, 2.2 et 3 du parc des expositions de la porte de Versailles. La soirée presse a lieu le 31 octobre 2017 de 16 h à minuit.
Comme en 2016, la surface de la Paris Games Week est de 80 000 m2 et les horaires sont identiques. Le salon ouvre à 8 h 30 et ferme à 18 h 30 (dimanche, fermeture à 18 h).
Le 30 octobre 2017, Sony présente une conférence PlayStation pour la 2e fois lors de la Paris Games Week. Y sont dévoilés les jeux Ghost of Tsushima de Sucker Punch, Erica, Concrete Genie, Onrush, Spelunky 2, Guacamelee 2 et Oure.

### 2018
Les dates de la neuvième édition sont annoncées le 3 mai 2018 : la Paris Games Week 2018 a lieu du vendredi 26 octobre au mardi 30 octobre 2018 aux pavillons 1, 2.1, 2.2 et 3 du parc des expositions de la porte de Versailles. La soirée presse a lieu le 25 octobre 2018 de 19 h à minuit.
La surface de la Paris Games Week est de 80 000 m2, comme les années précédente et les horaires sont identiques. Le salon ouvre à 8 h 30 et ferme à 18 h 30 (mardi, fermeture à 18 h).
Pour la première fois, la Paris Games Week réalise le plan du salon en braille, distribué aux visiteurs souffrant de handicap visuel.

### 2019
Les dates de la dixième édition sont annoncées le 19 février 2019 : la Paris Games Week 2019 a lieu du mercredi 30 octobre au dimanche 03 novembre 2019 aux pavillons 1, 2.1, 2.2 et 3 du parc des expositions de la porte de Versailles. La soirée presse a lieu le mardi 29 octobre 2019 de 18 h à 23 h.
La surface de la Paris Games Week est de 80 000 m2, comme les années précédentes et les horaires sont identiques. Le salon ouvre à 8 h 30 et ferme à 18 h 30 (dimanche, fermeture à 18 h).

### 2020
Les dates de la onzième édition sont annoncées le 3 novembre 2019 : la Paris Games Week 2020 devait avoir lieu du vendredi 23 octobre au mardi 27 octobre 2020.
Mais le 7 mai 2020, du fait des risques liés à la pandémie de maladie à coronavirus, les organisateurs annoncent l'annulation pure et simple de l'édition 2020,.

### 2021
Le 24 juin 2021, les organisateurs annoncent l'annulation de l'édition physique en 2021. Ils indiquent cependant que le salon reviendra au second semestre 2022.

### 2022
La Paris Games Week 2022 (ou la Paris Games Week Restart) a lieu du 2 au 6 novembre 2022 au pavillon 1 au Paris Expo Porte de Versailles.
Lors de cette édition, a eu lieu le premier "Fuze Tournament", un tournoi autour du Jeu Minecraft, organisé par le Youtubeur Fuze III.

### 2023
La Paris Games Week (ou la Paris Games Week Next Level) a lieu du 1er au 5 novembre 2023 aux pavillons 1, 2.2 et 3 au Paris Expo Porte de Versailles.

## Statistiques
Il y a deux chiffres pour le nombre de visiteurs : celui annoncé par les organisateurs à la clôture du salon, et le chiffre certifié mesuré par l'institut Expo'Stat communiqué au gouvernement environ un an plus tard. En 2016, le site du journal Le Monde dévoilait cette différence entre chiffres déclarés et chiffres certifiés. L'organisation explique que le nombre de visiteurs déclarés agrège les visiteurs payants et invités, les exposants, les équipes d'animation et de sécurité, les médias, les professionnels, et ceux ayant assisté aux soirées d'avant-première et aux nocturnes.
| Édition | Année | Dates                     | Visiteurs (organisateur) | Visiteurs (certifiés) | Exposants | Journalistes | Influenceurs | Surface d’exposition |
| ------- | ----- | ------------------------- | ------------------------ | --------------------- | --------- | ------------ | ------------ | -------------------- |
| 1re     | 2010  | 27 - 31 octobre           | 120 000                  | 56 587                | 28        | -            | -            | 14 000 m2            |
| 2e      | 2011  | 21 - 25 octobre           | 180 000                  | 97 608                | 36        | -            | -            | 24 000 m2            |
| 3e      | 2012  | 31 octobre - 4 novembre   | 212 000                  | 135 668               | 42        | -            | -            | 28 000 m2            |
| 4e      | 2013  | 30 octobre - 3 novembre   | 245 000                  | 167 355               | 79        | -            | -            | 32 000 m2            |
| 5e      | 2014  | 29 octobre - 2 novembre   | 272 000                  | 169 904               | 97        | -            | -            | 50 000 m2            |
| 6e      | 2015  | 28 octobre - 1er novembre | 307 000                  | 195 766               | 160       | -            | -            | 62 000 m2            |
| 7e      | 2016  | 27 - 31 octobre           | 310 000                  | 198 791               | 166       | 1 415        | 989          | 80 000 m2            |
| 8e      | 2017  | 1er - 5 novembre          | 304 000                  | 193 236               | 182       | 1 680        | 1 271        | 80 000 m2            |
| 9e      | 2018  | 26 - 30 octobre           | 316 000                  | 197 922               | 188       | 1 252        | 1 011        | 80 000 m2            |
| 10e     | 2019  | 30 octobre - 3 novembre   | 317 000                  |                       | 194       | 1303         | 1400         | 80 000 m2            |
| 11e     | 2022  | 2 - 6 novembre            | 150 000                  |                       | 117       |              |              | 48.000 m2            |
| 12e     | 2023  | 1er - 5 novembre          | 180 000                  |                       | 142       |              |              | 80 000 m2            |